# Цагаанхайрхан (Увс)

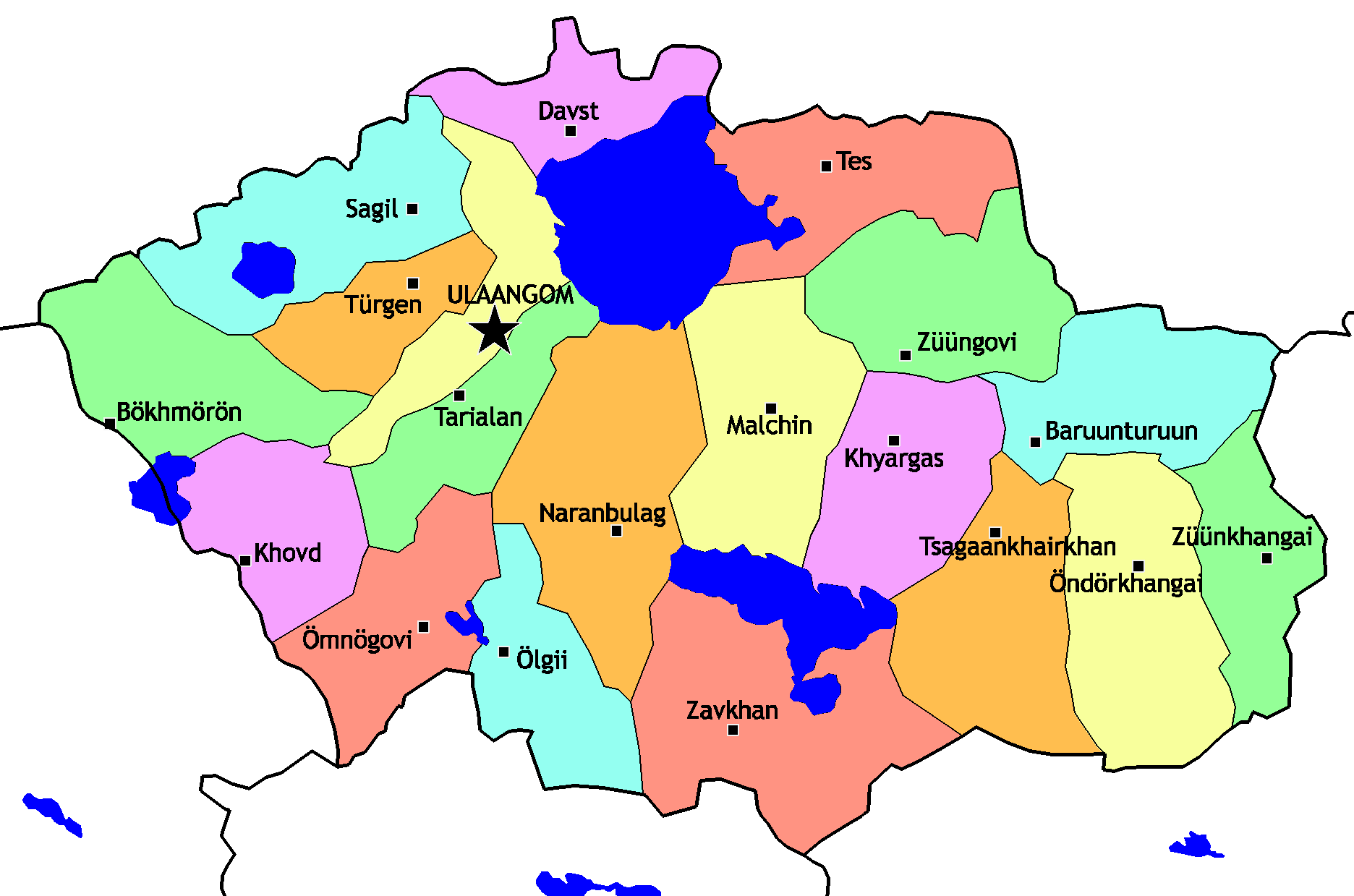
Сомоны аймака Увс

Цагаанхайрхан (монг. Цагаанхайрхан?, ᠴᠠᠭᠠᠩᠬᠠᠶᠢᠷᠬᠠᠨ?) — сомон аймака Увс, в западной части Монголии.

## Описание
Площадь сомона составляет — 4 тыс. км². Население сомона около 3 800 человек. Центр сомона посёлок Мундуухуу находится в 1170 км от Улан-Батора, в 205 км от центрального города аймака Улаангом. Есть школа, больница и сфера обслуживания. 

### Этнический состав
Большинство населения сомона составляют дербеты, баяты, хотоны и др.

### Климат
Климат резко континентальный. Ежегодные осадки 150—250 мм, средняя температура января − 40°С, средняя температура июля +30°. Много осадков выпадает летом в виде дождя, а весной и осенью в виде снега. Зимы достаточно сухие, с небольшими снегопадами.

### Фауна
Водятся лоси, олени, дикие козы, манулы, архары, дикие козы, косули, зайцы.

### Рельеф
На территории сомона находятся горы Цагаанхайрхан (2512 м), Арцад, Думбуу, в основном степная местность. По территории сомона протекают реки Хангилцаг, Туруун. Есть озера: Хунт, Зегестей, Бурлея.. 

### Полезные ресурсы
На территории сомона добывают каменный уголь железную и медную руду, сырье для и строительной промышленности.